# کوآزینون
کوآزینون (انگلیسی: Quazinone) یک داروی قلب و عروق و گشادکننده عروق است که در دهه ۱۹۸۰ برای درمان بیماری قلبی ساخته و به بازار عرضه شد. این دارو به عنوان یک بازدارنده انتخابی PDE3 عمل می‌کند.